# Billet de 10 000 francs Bonaparte
Pour les articles homonymes, voir 10 000 francs.
Recto
Verso
Chronologie
10 000 francs Génie français 100 nouveaux francs Bonaparte
Le 10 000 francs Bonaparte est un billet de banque français créé le 1er décembre 1955 et mis en circulation le 11 décembre 1956 par la Banque de France pour faire suite au 10 000 francs Génie français. Il fut remplacé par le 100 nouveaux francs Bonaparte.

## Historique

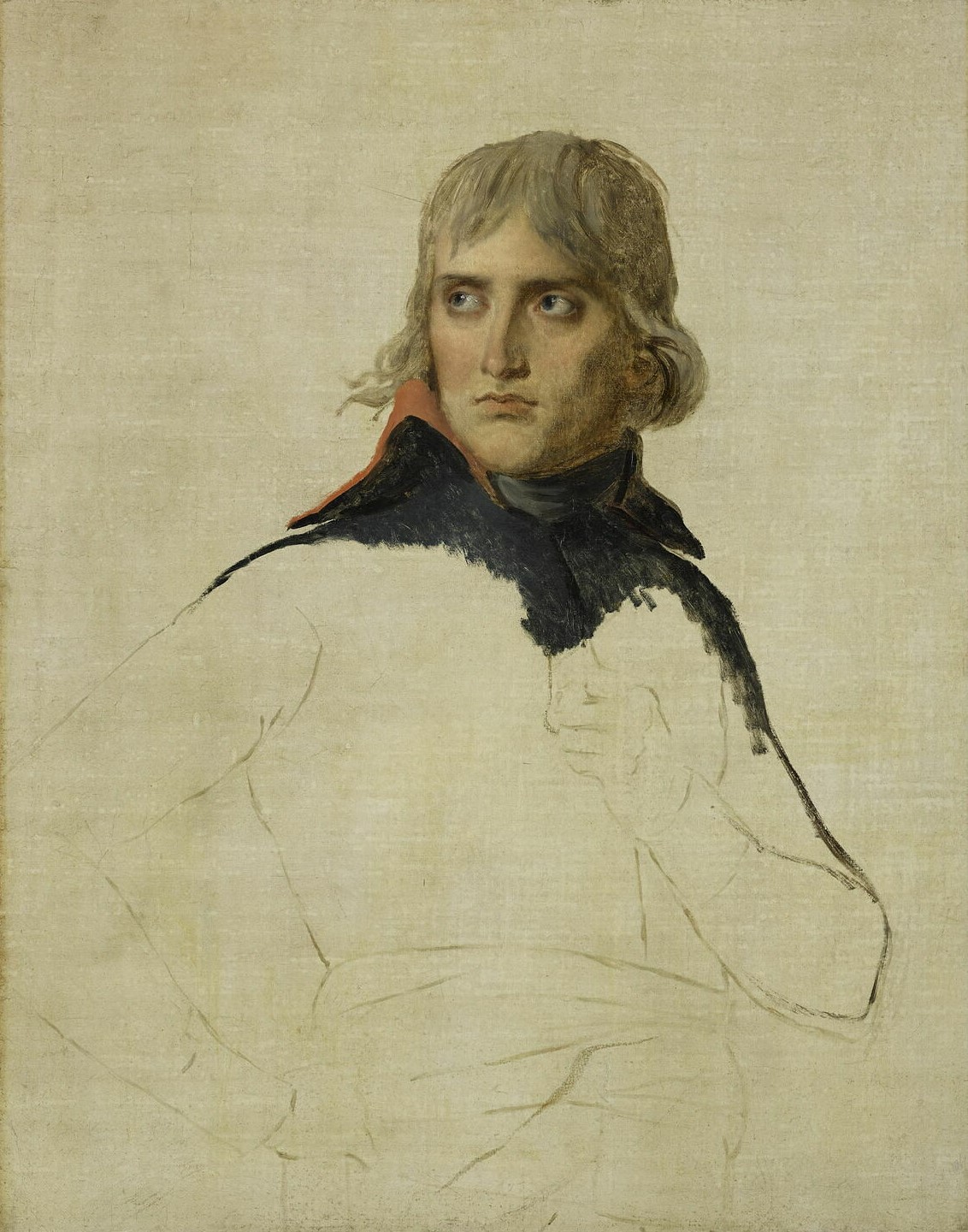
Portrait inachevé de Bonaparte de Jacques-Louis David (musée du Louvre), modèle qui servit de base au dessin du billet de 10000 francs.

Ce billet polychrome imprimé en taille douce fait partie de la série des « personnalités illustres » qui comprend Victor Hugo, Richelieu et Henri IV.
Le choix de Bonaparte remporta les suffrages de la Banque puisque celui-ci fonda l'institution monétaire en 1800. Clément Serveau a pris comme modèle le Portrait inachevé de Bonaparte  tableau de Jacques-Louis David peint en 1798. Il fut imprimé de 1955 à 1958 puis retiré de la circulation à partir du 4 janvier 1960 et définitivement privé de cours légal le 1er avril 1968. Tirage 350 000 000 exemplaires.
Les premières esquisses font apparaître au verso le château de Fontainebleau avec son célèbre escalier en Fer-à-Cheval, avant qu'il ne soit remplacé par l'hôtel des Invalides.
Le 25 septembre 1957, commande est passée auprès du peintre Jean Lefeuvre pour un nouveau type de billet, cette fois à l'image de Voltaire, lequel sera finalement retenu pour le nouveau billet de 10 francs en 1963.

## Description
Il a été dessiné par Clément Serveau et gravé par André Marliat et Jules Piel.
Au recto : à droite, Napoléon Bonaparte dans l'uniforme de général, avec en fond l'Arc de Triomphe.
Au verso : à gauche, Bonaparte, de même, avec en fond les Invalides et une gerbe de drapeaux issus de la Grande Armée. 
Le filigrane représente la tête de Bonaparte de profil.
Les dimensions sont de 172 mm × 92 mm.

## Exemplaires surchargés
Le 30 octobre 1958, la Banque décide de faire surcharger en rouge de la mention « contre-valeur de 100 nouveaux francs » les coupures 10 000 francs Bonaparte mais sur le recto seulement. Ces coupures sont émises à partir du 15 juillet 1959 et sont retirées de la circulation à compter du 4 janvier 1960 lorsque furent prêtes les coupures exprimées en nouveaux francs. Il y a eu 30 000 000 d'exemplaires surchargés.